# Rhamphidium laetum
Rhamphidium laetum là một loài rêu trong họ Ditrichaceae. Loài này được Kunze ex Müll. Hal. Broth. mô tả khoa học đầu tiên năm 1902.